# 國際苦度單位
國際苦度單位（International Bitterness Units, IBU）是可量化啤酒苦味程度的單位。
IBU 不是根據啤酒的苦味來衡量的相對單位，其程度的高低取決於異α-酸的含量，定義為啤酒中苦味最豐富的異葎草酮比例（ppm）。
啤酒的苦味來自化合物，如葎草酮或釀酒時啤酒花中的α-酸。釀酒時，葎草酮會出現異構化反應，形成順式和反式異葎草酮，造就了啤酒的苦味，IBU 正是藉由其含量測量啤酒的苦度。
IBU 有許多測量方法，其中最普遍和廣泛使用的是分光光度法：
1. 啤酒花在麥芽汁中煮沸促進異構化。[Spectrophotometry 1]
2. 加入有機溶液，異α-酸從麥芽汁中移至有機層。
3. 將新溶液放入分光光度計中，並在 275 nm 處讀取吸光度。[Spectrophotometry 2]

由於分光光度法與另一種測量啤酒中異構化α-酸濃度（毫克每公升；ppm w/v）的方法（IAA）沒有固定的使用偏好，因此造成了小型啤酒釀造商許多困擾。
使用大量麥芽的啤酒中，苦味程度不太明顯，因此酒味重的啤酒需要較高的 IBU 值才能平衡風味。

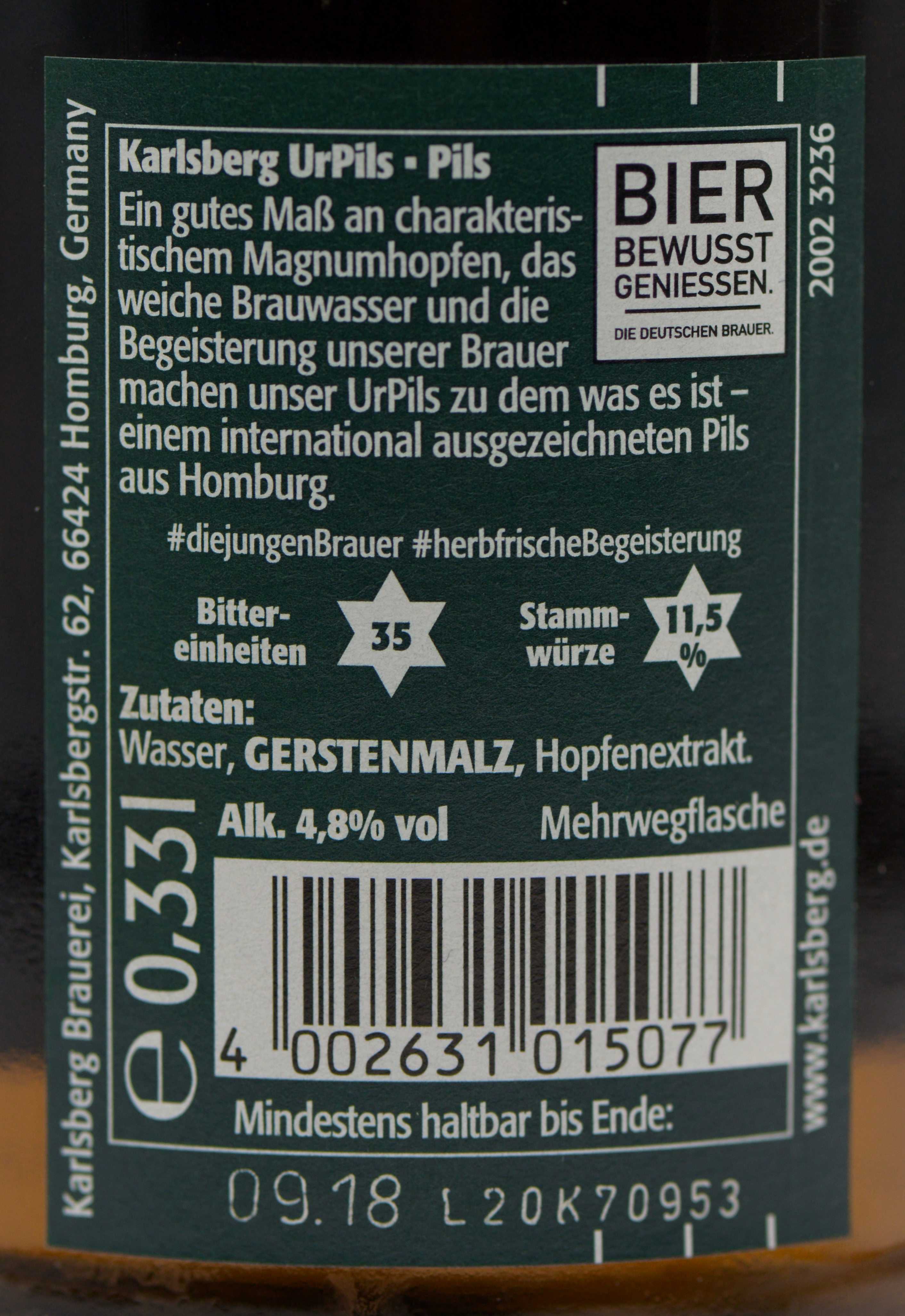
生產的啤酒標有苦度單位的資訊

| 啤酒風格     | IBU 值 |
| ------------ | ------ |
| 蘭比克       | 0~10   |
| 小麥啤酒     | 8~18   |
| 美式拉格     | 8~26   |
| 科隆啤酒     | 20~30  |
| 皮爾森啤酒   | 24~44  |
| 波特啤酒     | 18~50  |
| 苦啤酒       | 24~50  |
| 淡愛爾       | 30~50  |
| 司陶特啤酒   | 30~90  |
| 大麥酒       | 34~120 |
| 印度淡色艾爾 | 40~120 |

## 備註
1. ↑  由於異α-酸略微疏水，因此添加酸可增加異α-酸的疏水性，也能降低pH值。
2. ↑  在此波長下，異α-酸的吸光度最高，適合計算苦味分子的濃度。